# Griekenland op de Olympische Winterspelen 1994
Tijdens de Olympische Winterspelen van 1994, die in Lillehammer (Noorwegen) werden gehouden, nam Griekenland voor de dertiende keer deel.

## Deelnemers en resultaten
(m) = mannen, (v) = vrouwen 

### Alpineskiën
| Olympiër       | Discipline | Resultaat | Prestatie                |
| -------------- | ---------- | --------- | ------------------------ |
| Thomai Lefousi | slalom (v) | dnf-2     | opgave run 2 1.12,16+dnf |

### Biatlon
| Olympiër            | Discipline | Resultaat | Prestatie                                   |
| ------------------- | ---------- | --------- | ------------------------------------------- |
| Athanasios Tsakiris | 10 km (m)  | 56e       | 32.21,5 (+4.14,5) pen.: 3 (0 + 3)           |
| Athanasios Tsakiris | 20 km (m)  | 37e       | 1:01.51,7 (+4.26,4) pen.: 1 (0 + 0 + 0 + 1) |

### Bobsleeën
| Olympiër                          | Discipline                  | Resultaat | Prestatie                                       |
| --------------------------------- | --------------------------- | --------- | ----------------------------------------------- |
| Greg Sebald Khristopoulos Marinos | 2-mansbob (m) Griekenland I | 34e       | 3.39,40 (+8,59) (54,83 / 54,83 / 55,03 / 54,71) |

### Langlaufen
| Olympiër           | Discipline                    | Resultaat | Prestatie                                             |
| ------------------ | ----------------------------- | --------- | ----------------------------------------------------- |
| Nikos Anastasiadis | 10 km klassiek (m)            | 86e       | 31.00,3 (+6.40,2)                                     |
| Nikos Anastasiadis | 30 km vrije stijl (m)         | 68e       | 1:30.54,7 (+18.28,3)                                  |
| Nikos Anastasiadis | achtervolging 10 km+15 km (m) | 73e       | +15.35,1 (10 km:31.00 + 15 km:44.43,9)                |
| Nikos Kalofiris    | 10 km klassiek (m)            | 82e       | 30.17,0 (+5.56,9)                                     |
| Nikos Kalofiris    | 30 km vrije stijl (m)         | 70e       | 1:36.30,5 (+24.04,1)                                  |
| Nikos Kalofiris    | achtervolging 10 km+15 km (m) | dnf       | opgave 15 km (10 km:30.17 + 15 km:opgave)             |
| Khristos Titas     | 10 km klassiek (m)            | 83e       | 30.37,0 (+6.16,9)                                     |
| Khristos Titas     | 30 km vrije stijl (m)         | 71e       | 1:36.41,5 (+24.15,1)                                  |
| Khristos Titas     | achtervolging 10 km+15 km (m) | dns       | niet gestart 15 km (10 km:30.37 + 15 km:niet gestart) |

### Rodelen
| Olympiër     | Discipline | Resultaat | Prestatie                                                |
| ------------ | ---------- | --------- | -------------------------------------------------------- |
| Spyros Pinas | mannen     | 24e       | 3.27,812 (+6,241) (51,996 / 52,170 / 51,782 / 51,864)    |
| Greta Sebald | vrouwen    | 24e       | 4.14,141 (+58,624) (1.43,585 / 50,824 / 49,777 / 49,955) |

Amerikaanse Maagdeneilanden · Amerikaans-Samoa · Andorra · Argentinië · Armenië · Australië · België · Bermuda · Bosnië en Herzegovina · Brazilië · Bulgarije · Canada · Chili · China · Chinees Taipei · Cyprus · Denemarken · Duitsland · Estland · Fiji · Finland · Frankrijk · Georgië · Griekenland · Groot-Brittannië · Hongarije · IJsland · Israël · Italië · Jamaica · Japan · Kazachstan · Kirgizië · Kroatië · Letland · Liechtenstein · Litouwen · Luxemburg · Mexico · Moldavië · Monaco · Mongolië · Nederland · Nieuw-Zeeland · Noorwegen · Oekraïne · Oezbekistan · Oostenrijk · Polen · Portugal · Puerto Rico · Roemenië · Rusland · San Marino · Senegal · Slovenië · Slowakije · Spanje · Trinidad en Tobago · Tsjechië · Turkije · Verenigde Staten · Wit-Rusland · Zuid-Afrika · Zuid-Korea · Zweden · Zwitserland